# Berberspråk

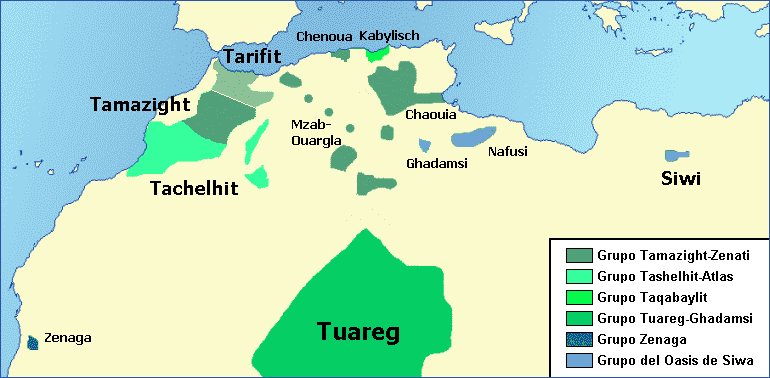
De moderna berberspråkens utbredning

Berberspråk är en grupp besläktade språk som ingår i den afroasiatiska språkfamiljen. De talas i Nordafrika av omkring trettio miljoner berber i främst Marocko och Algeriet men även i Tunisien och Libyen.[källa behövs] Bland berberspråken finns tamashek (tuaregiska), kabyliska, tamazight, rif och tachelhit. Försök görs bland berber att förena de varandra närliggande nordliga språken till en enda standardiserad form av tamazight.

## Historia
Tamazight skrevs först med alfabetet tifinagh som fortfarande används av tuaregerna, och som fått en symbolisk roll för berberaktivister på senare tid. De tidigaste kända inskriptionerna kommer från omkring 200 f.Kr.. Mellan 1000-1500 e.Kr. användes det arabiska alfabetet, i synnerhet av shilha i Marocko. Idag används ofta det latinska alfabetet särskilt bland kabylerna i Algeriet. En variant av tifinagh blev nyligen officiellt alfabet i Marocko, medan det latinska alfabetet har officiell status i Algeriet, Mali och Niger. Såväl tifinagh och arabiska används dock i både Mali och Niger samtidigt som både latinska och arabiska tecken används i Marocko.
Sedan de nordafrikanska länderna erhållit sin självständighet, har de i olika omfattning genom arabiseringskampanjer försökt få bort det franska kolonialspråket som dominerande språk. En sidoeffekt har varit att både berberspråk och maghrebarabiska dialekter har motarbetats i undervisning och i officiella sammanhang. Efter omfattande protester i Marocko och Algeriet har berberspråken nu vunnit erkännande som "nationella språk", om än inte "officiella språk". Motsvarande erkännande har inte förekommit i andra Maghrebländer. Några skolor med viss undervisning i tamasheq finns dock i Mali och Niger.

## Terminologi
Trots att ordet "berber" (av grekiska "utländsk") ogillas av många berber är det ordet som används i väst, även av berbiska författare och lingvister. Den berbiska termen "tamazight" ("de fria männens språk") används ibland som alternativ men detta orsakar ofta förvirring eftersom det kan avse lite olika saker. Ibland avses berberspråk i största allmänhet, ibland de nordligaste varianterna av språken och ibland enbart den dialekt som talas i de centrala delarna av Atlasbergen. Berberna själva brukar med ordet "tamazight" (med olika varianter på olika de språken, till exempel "thamazighth") avse det språk de själva talar, oavsett vilket språk de talar.
De olika dialekterna har annars egna namn. I västra Algeriet kallar de sitt språk för "taznatit" eller "zenati"; kabylerna talar "thaqvaylith"; tuaregerna säger "tamashek", chleuhberberna i Marocko "tachelhit"; i Siwaoasen i Egypten heter det "tasiwit" och på zenaga säger man "tuddhumgiya".

## Ursprung
Berberspråken tillhör de afroasiatiska språken (tidigare kallade hamito-semitiska språk). Det är dock inte semitiskt, som arabiskan, och de två språken liknar inte varandra till grammatik och ursprungligt ordförråd, även om berberdialekterna numera tagit in ett mycket stort antal arabiska lånord. Påverkan har också skett i andra riktningen, på de maghrebarabiska dialekterna.